# Sjalja
Sjalja (ryska: Шаля) är en ort i Sverdlovsk oblast i Ryssland. Folkmängden uppgår till cirka 6 500 invånare.